# Banka (huyện)
Huyện Banka là một huyện thuộc bang Bihar, Ấn Độ. Thủ phủ huyện Banka đóng ở Banka. Huyện Banka có diện tích 3018 ki lô mét vuông. Đến thời điểm năm 2001, huyện Banka có dân số 1608778 người.